# 徐欣夫
徐欣夫（1897年—1968年），男，江苏江阴人，中国电影导演，代表作有《阎瑞生》等。曾任農業教育電影公司台中製片廠廠長。

## 家庭
妻子顾梅君。妻妹顾兰君。